# 玉門鳥屬
玉門鳥屬（學名：Yumenornis）是处於基群今鳥形類的原始鳥類，生存於早白堊世下溝組的中國甘肅省。
該屬目前僅有一個有效物種，即模式種黄氏玉門鳥（Y. huangi）
。